# Thomas Degeorge
Thomas Degeorge est un peintre français, élève de Jacques-Louis David, né le 8 octobre 1786 à Blanzat (Puy-de-Dôme) et mort le 21 novembre 1854 à Clermont-Ferrand. Le musée d'art Roger-Quilliot de Clermont Auvergne Métropole conserve de nombreuses œuvres de cet artiste.

## Biographie
Christophe Thomas Degeorge est le fils d'un avocat, Annet François Degeorge, qui fut plus tard (1831-1841) juge de paix à Clermont-Ferrand, et de Gilberte Vigeral, fille d'un notaire de Vertaizon. Dès l'enfance, il montre des prédispositions pour le dessin. À huit ans, il est confié à un maître de dessin réputé à Clermont, Gault de Saint-Germain ; à douze ans, il sait faire des portraits ressemblants et réalisés avec minutie. À seize ans, il rejoint l'école de David.
Chabrol, alors préfet de la Seine, lui confie la réalisation de plusieurs tableaux pour des églises de Paris : l’Ensevelissement du Christ, le Martyre de saint Jacques le mineur, un Christ à la colonne. Il peignit à fresque des figures allégoriques pour la salle des audiences du tribunal de commerce de Paris ; il assista Vinchon pour l'exécution des fresques de la chapelle Saint-Maurice en l'église Saint-Sulpice. Il échoua, peut-être en raison d'une maladie, au concours pour le grand prix de Rome.
Quelque temps avant la Révolution de 1830, il commence la Mort de Bonchamps, dont le thème correspond à un choix personnel et non à une commande ; mais le sujet, après les événements de juillet, n'est plus en accord avec l'esprit de l'époque et il en interrompt la réalisation. Il ne l'achève qu'en 1837 pour le présenter à l'exposition du Louvre ; Montalivet, par crainte de réveiller des passions politiques, refuse le tableau ; mais, un peu plus tard, il achète l'œuvre, qu'il apprécie sur le plan artistique, au nom de l'État, et l'offre à la ville de Clermont-Ferrand ; et, en compensation, il confie à Degeorge la réalisation du Christ au jardin des Oliviers, pour l'église de Sancerre.
Vers cette époque, Degeorge quitte Paris et s'installe à Clermont. Dans cette période clermontoise, il réalise de nombreux portraits de personnalités de la région comme Montlosier, le maire de Clermont Antoine Blatin, le premier président de la cour d'appel de Riom Grenier ou le général Beker. Il peint aussi des figures d'inspiration rurale : le Faucheur, la Petite Glaneuse.
Il était membre de l'Académie des sciences, belles-lettres et arts de Clermont-Ferrand.
Il avait épousé Antoinette Jeanne Delmas de Grammont. Elle a légué à la ville de Clermont-Ferrand le fonds d'atelier de l'artiste (une soixantaine de peintures et deux carnets de dessins), aujourd'hui conservé au musée.

## Distinction
- Il est fait chevalier de la Légion d'honneur en 1854[4].

## Œuvres

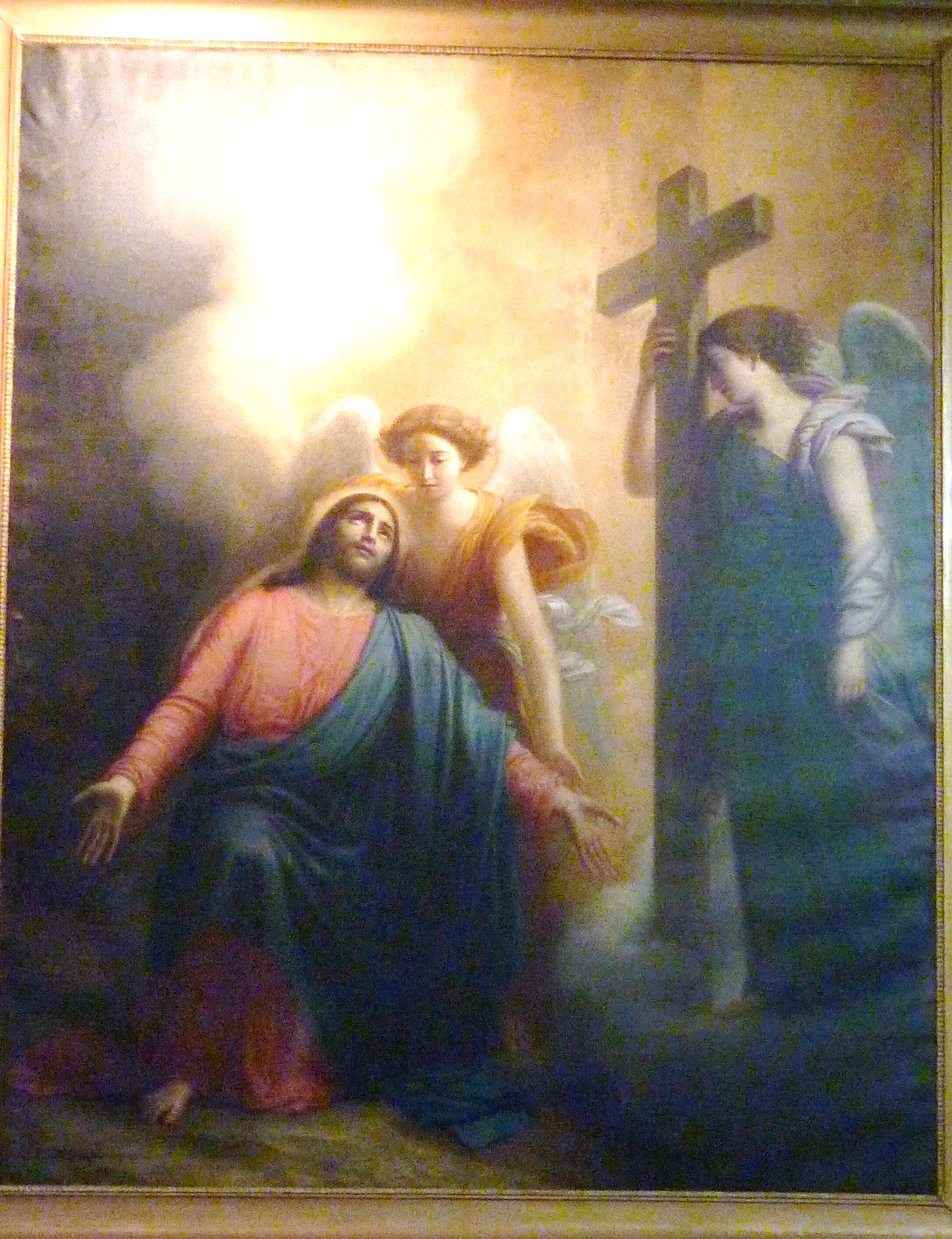
Le Christ au jardin des Oliviers (1841)

- Christ à la colonne, Paris, église Saint-Jean-Saint-François.
- Portrait de Chateaubriand, Châtenay-Malabry, maison de Châteaubriand.
- Nombreuses peintures (peinture d'histoire, portraits...) dont Mort de Bonchamp, esquisse, études ; Portrait de Madame Degeorge (1838) ; Portrait de Madame Delaval (1838) (acquis en vente publique en 2011[5]) ; Portrait d'Antoine Blatin (acquis en 2007[6]) ;  La Petite Glaneuse ; Le Faucheur et la jeune fille ; Diagoras porté en triomphe par ses fils à Olympie, Clermont-Ferrand, musée d'art Roger-Quilliot ; dessins, études.
- Mort de Bonchamp, musée départemental de Vendée.
- Le Christ au jardin des Oliviers (1841), Sancerre, église Notre-Dame. Autre tableau sur le même thème en l'église de Saint-Julien-de-Coppel (Puy-de-Dôme).
- Le baron Grenier, Riom, Palais de justice[7].